# Supercoppa italiana 2018 (hockey in-line)
La Supercoppa italiana 2018 è stata la 16ª edizione della omonima competizione italiana di hockey in-line disputata il 6 ottobre 2018 al Quanta Sport Village di Milano.
Hanno partecipato il Milano Quanta in qualità di squadra campione d'Italia e detentrice della Coppa Italia e il Cittadella come finalista della Coppa Italia.
Il Milano Quanta vinse la partita per 6-0, aggiudicandosi per la sesta volta il trofeo.

## Partecipanti
| Squadre       | Qual. | Partecipazioni precedenti (il grassetto indica la vittoria) |
| ------------- | ----- | ----------------------------------------------------------- |
| Milano Quanta |       | 2011, 2012, 2013, 2014, 2015, 2016, 2017                    |
| Cittadella    |       | 2013, 2015, 2017                                            |

## Tabellino
| Milano 6 ottobre 2018, ore 19:00 UTC+1 | Milano Quanta | 6 – 0 referto | Cittadella | Quanta Sport Village |